# Ligue européenne des universités de recherche
La Ligue européenne des universités de recherche (LEUR, en anglais League of European Research Universities, LERU) est un réseau européen d'universités axées sur la recherche. La Ligue a été fondée en 2002 avec douze membres. Elle s'est agrandie pour compter 20 membres en 2006 puis 21 en 2010. Elle se définit comme une association regroupant des universités de recherche intensive qui partagent les valeurs d'un enseignement de haute qualité dans un environnement international de recherche compétitive.
Le Suisse Yves Flückiger en est l'actuel Président[Quand ?].

## Membres
Allemagne
- Université de Fribourg-en-Brisgau
- Université de Heidelberg
- Université Louis-et-Maximilien de Munich

 Belgique
- Katholieke Universiteit Leuven

 Espagne
- Université de Barcelone

 Danemark
- Université de Copenhague

 Finlande
- Université d'Helsinki

 France
- Sorbonne Université
- Université Paris-Saclay
- Université de Strasbourg

 Irlande
- Université de Dublin

 Italie
- Université de Milan

 Pays-Bas
- Universiteit van Amsterdam
- Université de Leyde
- Université d'Utrecht

 Royaume-Uni
- Imperial College London
- Université de Cambridge
- University College de Londres
- Université d'Édimbourg
- Université d'Oxford

 Suède
- Institut Karolinska
- Université de Lund

 Suisse
- Université de Genève
- Université de Zurich